# Olympische Sommerspiele 1928/Rudern – Vierer ohne Steuermann
Die Ruderregatta im Vierer ohne Steuermann bei den Olympischen Sommerspielen 1928 wurde vom 3. bis 10. August auf der Ringvaart des Haarlemmermeerpolders ausgetragen.

## Ergebnisse

### Runde 1

#### Lauf 1
| Rang | Nation      | Athleten                                                 | Zeit       | Qualifiziert für |
| ---- | ----------- | -------------------------------------------------------- | ---------- | ---------------- |
| 1    | Italien     | Cesare Rossi Pietro Freschi Umberto Bonadè Paolo Gennari | 7:24,6 min | Viertelfinale    |
| 2    | Niederlande | Simon Bon Egbertus Waller Ansco Dokkum Paul Maasland     | 7:35,8 min | Hoffnungslauf    |

#### Lauf 2
| Rang | Nation             | Athleten                                                         | Zeit       | Qualifiziert für |
| ---- | ------------------ | ---------------------------------------------------------------- | ---------- | ---------------- |
| 1    | Vereinigte Staaten | Ernest Bayer George Healis William Miller Charles Karle          | 7:16,8 min | Viertelfinale    |
| 2    | Deutsches Reich    | Heinrich Zänker Wolfgang Goedecke Günther Roll Werner Zschiesche | 7:21,0 min | Hoffnungslauf    |

#### Lauf 3
| Rang | Nation         | Athleten                                                   | Zeit       | Qualifiziert für |
| ---- | -------------- | ---------------------------------------------------------- | ---------- | ---------------- |
| 1    | Großbritannien | John Lander Michael Warriner Richard Beesly Edward Bevan   | 7:44,2 min | Viertelfinale    |
| 2    | Frankreich     | Émile Lecuirot Louis Devillié Albert Bonzano Henri Bonzano | 7:58,2 min | Hoffnungslauf    |

#### Hoffnungslauf

##### Lauf 1
| Rang | Nation          | Athleten                                                         | Zeit       | Qualifiziert für |
| ---- | --------------- | ---------------------------------------------------------------- | ---------- | ---------------- |
| 1    | Deutsches Reich | Heinrich Zänker Wolfgang Goedecke Günther Roll Werner Zschiesche | 7:21,4 min | Viertelfinale    |
| 2    | Niederlande     | Simon Bon Egbertus Waller Ansco Dokkum Paul Maasland             | 7:30,2 min |                  |

##### Lauf 2
| Rang | Nation     | Athleten                                                   | Zeit       | Qualifiziert für |
| ---- | ---------- | ---------------------------------------------------------- | ---------- | ---------------- |
| 1    | Frankreich | Émile Lecuirot Louis Devillié Albert Bonzano Henri Bonzano | 7:52,0 min | Viertelfinale    |

### Viertelfinale

#### Viertelfinale 1
| Rang | Nation          | Athleten                                                         | Zeit       | Qualifiziert für |
| ---- | --------------- | ---------------------------------------------------------------- | ---------- | ---------------- |
| 1    | Großbritannien  | John Lander Michael Warriner Richard Beesly Edward Bevan         | 6:42,4 min | Halbfinale, OB   |
| 2    | Deutsches Reich | Heinrich Zänker Wolfgang Goedecke Günther Roll Werner Zschiesche | 6:42,4 min |                  |

#### Viertelfinale 2
| Rang | Nation             | Athleten                                                   | Zeit              | Qualifiziert für |
| ---- | ------------------ | ---------------------------------------------------------- | ----------------- | ---------------- |
| 1    | Vereinigte Staaten | Ernest Bayer George Healis William Miller Charles Karle    | 7:12,6 min (w.o.) | Halbfinale       |
| 2    | Frankreich         | Émile Lecuirot Louis Devillié Albert Bonzano Henri Bonzano |                   |                  |

#### Viertelfinale 3
| Rang | Nation  | Athleten                                                 | Zeit       | Qualifiziert für |
| ---- | ------- | -------------------------------------------------------- | ---------- | ---------------- |
| 1    | Italien | Cesare Rossi Pietro Freschi Umberto Bonadè Paolo Gennari | 7:01,6 min | Halbfinale       |

### Halbfinale

#### Halbfinale 1
| Rang        | Nation             | Athleten                                                 | Zeit       | Qualifiziert für |
| ----------- | ------------------ | -------------------------------------------------------- | ---------- | ---------------- |
| 1           | Vereinigte Staaten | Ernest Bayer George Healis William Miller Charles Karle  | 6:29,4 min | Finale           |
| 2 (Bronze ) | Italien            | Cesare Rossi Pietro Freschi Umberto Bonadè Paolo Gennari | 6:31,6 min |                  |

#### Halbfinale 3
| Rang | Nation         | Athleten                                                 | Zeit       | Qualifiziert für |
| ---- | -------------- | -------------------------------------------------------- | ---------- | ---------------- |
| 1    | Großbritannien | John Lander Michael Warriner Richard Beesly Edward Bevan | 6:50,4 min | Finale           |

### Finale
| Rang   | Nation             | Athleten                                                 | Zeit       |
| ------ | ------------------ | -------------------------------------------------------- | ---------- |
| Gold   | Großbritannien     | John Lander Michael Warriner Richard Beesly Edward Bevan | 6:36,0 min |
| Silber | Vereinigte Staaten | Ernest Bayer George Healis William Miller Charles Karle  | 6:37,0 min |